# Obdulio Trasante
Obdulio Eduardo Trasante (ur. 20 kwietnia 1960) – urugwajski piłkarz, obrońca.
Jako piłkarz klubu CA Peñarol był w kadrze reprezentacji podczas turnieju Copa América 1987, gdzie Urugwaj zwyciężył w mistrzostwach Ameryki Południowej. Trasante wystąpił w dwóch meczach turnieju. W latach 1987–1988 wystąpił w pięciu meczach reprezentacji. Z Central Español był mistrzem Urugwaju w 1984, z Peñarolem zostawał nim w 1985 i 1986.